# The Others (televisieserie)
The Others is een Amerikaanse dramaserie uit 2000. De serie gaat over mensen met paranormale gaven. Onder meer The X-Files schrijvers Glen Morgan en James Wong hebben mee geschreven aan deze serie. De serie heeft enkel één seizoen en dertien afleveringen gelopen.

## Verhaal
Student Marian Kitt verhuisd naar een studentenkamer waar kort geleden een jonge vrouw stierf. Ze krijgt ongewild afschrikwekkende visioenen over de gestorven ex-bewoonster van haar kamer. Kort daarna wordt ze uitgenodigd bij the others (de anderen), een groep mensen met paranormale gaven onder leiding van Elmer Greentree, een medium met de gave om contact te hebben met het hiernamaals. De groep overhalen Marian om haar talent te gebruiken, maar al snel komt ze tot de ontdekking dat haar paranormale gaven gevaarlijk kunnen zijn.

## Cast
| Acteur             | Personage              |
| ------------------ | ---------------------- |
| Julianne Nicholson | Marian Kitt            |
| Gabriel Macht      | Mark Gabriel           |
| Missy Crider       | Ellen 'Satori' Polaski |
| Bill Cobbs         | Elmer Greentree        |
| John Billingsley   | Miles Ballard          |
| Kevin J. O'Connor  | Warren Day             |
| Katerina Gavala    | Sheena                 |
| John Aylward       | Albert McGonagle       |

## Afleveringen
1. Pilot
2. Unnamed
3. Eyes
4. Souls On Board
5. 1112
6. Luciferous
7. Theta
8. Don't Dream It's Over
9. The Ones That Lie in Wait
10. Till Then
11. $4.95 a Minute
12. Life is For the Living
13. Mora